# Philodromus micans
Philodromus micans este o specie de păianjeni din genul Philodromus, familia Philodromidae, descrisă de Menge, 1875. Conform Catalogue of Life specia Philodromus micans nu are subspecii cunoscute.